# کارفیلزومیب
کارفیلزومیب(به انگلیسی: Carfilzomib)، که با نام تجاری Kyprolis عرضه می‌شود، یک داروی ضد سرطان است که به عنوان مهارکننده پروتئازوم انتخابی عمل می‌کند. از نظر شیمیایی، یک تتراپپتید اپوکسی‌کتون و آنالوگ ساختاری اپوکسومایسین است.